# Musée d'art contemporain de Bordeaux
Musée d'art contemporain de Bordeaux er et museum for nutidskunst beliggende i den franske by
Bordeaux. Museet er oprettet i 1973 under navnet CAPC Centre d’arts plastiques contemporains (Center for nutidskunst).
Samlingen består af omkring 1.300 værker af 189 kunstnere og dækker primært anden halvdel af det 20. århundrede.